# Iorgos Alkeos
Iorgos Alkeos (în greacă: Γιώργος Αλκαίος, deseori transliterat Giórgos Alkaíos; n. la 24 decembrie 1971) este un cântăreț pop grec. S-a născut la Atena. Și-a început cariera în 1989, când a participat la un reality-show. După ce un timp a fost actor, el s-a dedicat muzicii. Primul lui single, „Ti Ti”, l-a făcut destul de popular în Grecia. Este cunoscut pentru stilul său deosebit, ce combină elemente din muzica greacă și orientală cu elemente ale muzicii pop moderne. Are cinci albume de platină și nouă de aur. A fost ales să reprezinte Grecia la Concursul Muzical Eurovision 2010 cu melodia „OPA”.